# Ononis hebecarpa
Ononis hebecarpa är en ärtväxtart som beskrevs av Philip Barker Webb och Sabin Berthelot. Ononis hebecarpa ingår i släktet puktörnen, och familjen ärtväxter. Inga underarter finns listade i Catalogue of Life.